# 공중 소화

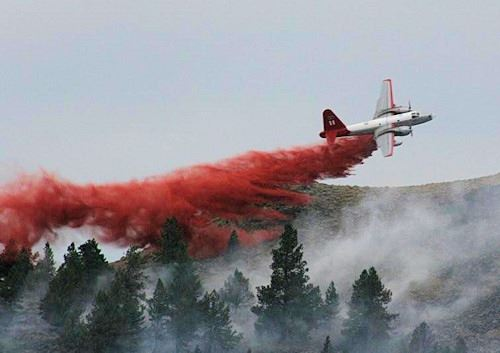
공중 소화중인 록히드 P2V

공중 소화(空中消火)는 항공기를 이용하여 하늘에서 소방 활동을 하는 것을 의미한다. 광대한 숲과 험준한 산이 많은 나라에서는 임야 화재 현장까지 소방차가 도착할 수 없는 경우가 많으며, 공중 소방 전문 소방대가 존재하고 있다. 일부 국가에서는 소방대가 아니라 군대, 경찰, 국경 경비대, 산림 기관, 민간 기업 등이 하기도 한다.
공중 소화 기계에 물 탱크를 증설할 공간이 있는 대형 기계를 주로 개조한다. 공중 소방 항공기를 에어탱커(영어: airtanker)라고도 불린다.